# Moskovits Miklós
Moskovits Miklós (Nagyvárad, 1875. november 9. – Budapest, 1963. szeptember 15.) vegyészmérnök, holokauszt-túlélő.

## Életpályája
Moskovits Mór és Friedman Jenny fiaként született. Tanulmányait a bécsi és charlottenburgi technikai főiskolán végezte; itt szerezte mérnöki diplomáját. A Budapesti Tudományegyetemen vegyészdoktori oklevelet kapott 1896-ban. 1896–1897-ben a budapesti egyetem kémiai intézetében Lengyel Béla egyetemi tanár mellett dolgozott. 1898-tól a nagyváradi Moskovits Mór (1882–?), illetve a Moskovits Mór és Fia szesz- és élesztőgyárban tevékenykedett.

### Családja
1902. szeptember 24-én házasságot kötött Schwartz Ilonával (1881–1910), fancsikai Schwartz Ferenc és Fried Matild lányával. 1912. június 23-án nőül vette elhunyt felesége húgát, Schwartz Annát (1889–1962).
1920-ban családjával Budapesten kikeresztelkedett a katolikus vallásra.
Gyermekei:
- Moskovits Klára Györgyike Mária (1903–?)
- Moskovits Ágnes Erzsébet Katalin (1906–?)
- Moskovits Bálint (1913–2002)
- Moskovits Zsófia Mária (1916–?)

### Munkássága
Fontos találmányai illetve szabadalmai voltak, ilyen például, hogy az élesztőgyártás céljára fehérjék helyett ammónia, ammóniasók, amid és amidsók felhasználása és az ezt kiegészítő, az élesztő kihozatalt jelentősen növelő ún. hozzáfolyatási eljárása. Szabadalmat kapott a benzinmotorok alkoholtartalmú üzemanyagának (benzin, alkohol, aceton elegy) gyártására, még mielőtt az abszolút alkohol (motalko) francia eljárást hazánk megszerezte volna. A Moskovits és Fia és a Krausz-féle szeszgyár fúziója (1919) kapcsán Budapesten megteremtette az első hazai oldószergyárat, melynek – részben saját szabadalmai alapján – butanol-acetongyárat létesített. Később a cég keretében önálló növényvédőszer-gyárat alapított, melynek gyártmányait bevezette a hazai mezőgazdaságban.
A Farkasréti temetőben helyezték nyugalomra (610-103. templomi fülke).